# متلازمة ستيرج ويبر
متلازمة ستيرج ويبر أو متلازمة ستيرغ ويبر (بالإنجليزية: Sturge–Weber syndrome)‏ ويشار إليها أحيانًا باسم ورام وعائي دماغي أو الثلاثي التوائم. وهي مرض خلقي عصبي نادر سببه غير معروف. ولادليل على انتقاله وراثياً, ولكن من الأسباب المرتبطة لحدوثه هي خلل في الدماغ.يصيب في الاغلب الأطفال هي أحد الأمراض الخلقية العصبية عند الأطفال ومتلازمة نادرا ما تؤثر على أعضاء الجسم الأخرى. , وهي خلل ولادي يشمل الدماغ والجلد والعينين. ويتميز بوجود شامات حمراء في الجزء العلوي من فروة الرأس حول توزيع العصب الخامس cn5 المسؤولة عن الإحساس في الوجه.
ووجود تشوهات في داخل وخارج الدماغ وأجزاء أخرى من الجسم.وتتجمع الأوعية الدموية غير العادية في سحايا قشرة الدماغ، عادة على جانب واحد من الدماغ.

## الأعراض
- وجود وحمة خمرية   (بقعة الصباغ الخمري) Port-wine stain على الجبين والجفن العلوي من جانب واحد من الوجه. يمكن للوحمة أن تختلف في اللون منها ما يكون وردي فاتح إلى الأرجواني العميق وسبب تشكله هو فرط الشعيرات الدموية في جميع أنحاء فرع العيون من العصب الثلاثي التوائم.
- اضطرابات عصبية جلدية أخرى (phakomatoses)، تحدث بشكل متقطع.
- ورم وعائي مخي.
- مشاكل بالجهاز العصبي.
- تشوه الأوعية الدموية في الأم الحنون التي تغمر الدماغ على نفس الجانب من الرأس وحمة. هذا يسبب تكلس الأنسجة وفقدان الخلايا العصبية في القشرة الدماغية.
- قد يكون هناك أيضا ضعف العضلات في الجانب المعاكس من الجسم للحمة.
- نوبات رجفة ورعشة.
- ضغط في العين.
- شلل وضعف في جهة واحدة.
- صعوبات في التعلم، وبعض الأطفال يكون لديهم تأخر في النمو أو يصابون بالتخلف العقلي.
- أغلب الحالات لهذه المتلازمة تكون غير مهددة للحياة.

## العلاج
المعالجة هي معالجة الاعراض التي تسببه المتلازمة، ومن طرق المعالجة هي :
- ادوية مضادة للتشنجات من أجل النوبات.
- قطرات عين البروستاجلاندين، قد تقلل إلى حد كبير IOP ( ضغط العين ) في المرضى الذين يعانون من الزرق( علة في العين ) المرتبطة مع متلازمة ستيرج ويبر
- معالجة ليزرية من أجل البقع المرافقة للمتلازمة.
- العلاج الطبيعي من أجل الشلل أو الضعف.
- عملية جراحية محتملة للدماغ لمنع النوبات.
- علاج صعوبة النطق بالاستعانة إلى جلسات تدريب على النطق.

## وصلات خارجية
- sturge_weber على موقع المعهد الوطني للاضطرابات العصبية والسكتة الدماغية (NINDS)